# Maison de l'Arbre d'Or
La « Maison de l'Arbre d'Or » ou « Maison des Brasseurs » (Den Gulden Boom ou De Brouwershuis en néerlandais) est une maison de style baroque située au numéro 10 de la Grand-Place de Bruxelles en Belgique, entre la « Maison du Cygne » et la « Maison de la Rose », au sud de la place.
Elle fut la maison de la corporation des tanneurs, puis celle des tapissiers, avant de devenir la maison de la corporation des brasseurs.

## Historique
Au XIIIe siècle, la « Maison de l'Arbre d'Or » s'appelle « De Hille » (« la Colline ») en référence à la topographie locale,. Ce n'est qu'au XVIe siècle qu'elle change de nom et devient « Den Gulden Boom »,.
Elle appartient à la corporation des tanneurs au XVe siècle puis à celle des tapissiers, avant  de devenir au XVIIe siècle la maison de la corporation des brasseurs qui la font rebâtir en 1638. 
Après la destruction des maisons de la Grand-Place lors du bombardement de Bruxelles par les troupes françaises de Louis XIV commandées par le maréchal de Villeroy en août 1695, la maison est réédifiée suivant des plans de Guillaume de Bruyn en 1698, comme l'atteste le millésime qui orne le pignon (« Anno 1698 »).
Les sculptures qui ornent la façade sont l'œuvre de Marc de Vos et de Pierre Van Dievoet,. La statue qui couronne initialement la façade est une statue de Maximilien-Emmanuel de Bavière (gouverneur des Pays-Bas espagnols qui ont Bruxelles pour capitale), réalisée par Marc de Vos en 1705. Après le transfert des Pays-Bas espagnols à la maison de Habsbourg d'Autriche et l'avènement des Pays-Bas autrichiens, cette statue est remplacée en 1752 par la statue équestre de Charles Alexandre de Lorraine réalisée par le sculpteur Nicolas Van Mons. La statue est renouvelée en 1854 par J. Jaquet, puis remplacée en 1901 par un bronze fondu par P. Van Aerschodt sur un modèle de Jules Lagae,.
Au XVIIIe siècle, la maison porte le nom de « Brauwershuys ».
La façade est restaurée en 1901 par l'architecte Adolphe Samyn avec de la pierre de Gobertange et d'Euville et elle est à nouveau restaurée en 2009.
Elle est aménagée aujourd'hui en musée de la brasserie.

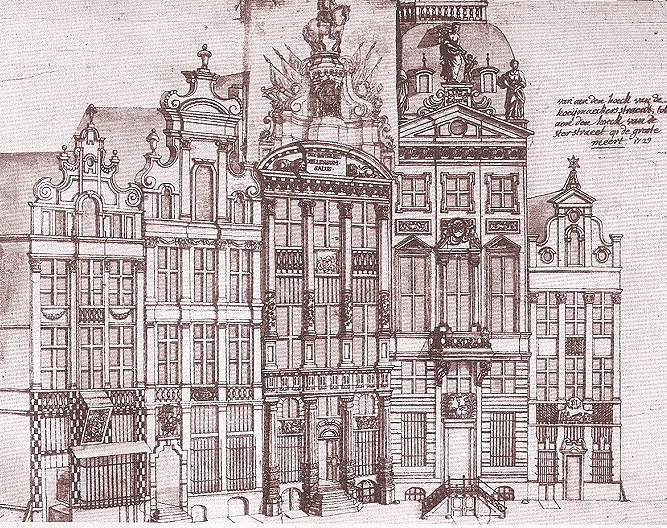
Les maisons situées entre la rue des Chapeliers et la rue de l'Étoile, devenue depuis rue Charles Buls. De gauche à droite : Le Mont Thabor, La Rose, L'Arbre d'Or, Le Cygne, L'Étoile. Dessin de Ferdinand-Joseph Derons (1729).

## Classement

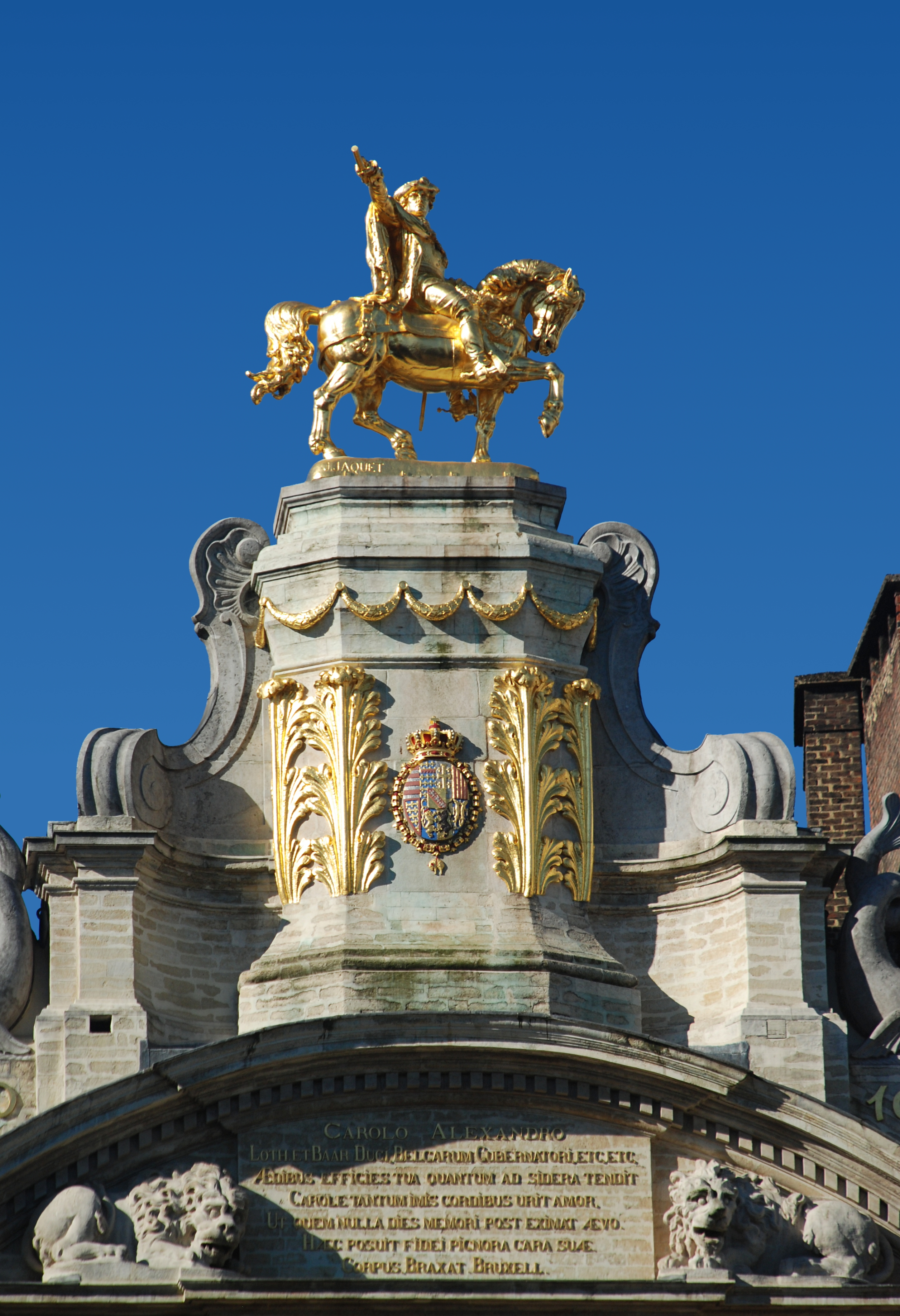
Statue équestre de Charles Alexandre de Lorraine.

Les façades et les toitures de toutes les maisons qui bordent la Grand-Place font l'objet d'un classement au titre des monuments historiques en tant qu'ensemble depuis le 19 avril 1977 sous la référence globale 2043-0065/0.
Le classement a été étendu à d'autres parties du bâtiment le 7 novembre 2002, sous la référence 2043-0065/010.

Bas-reliefs
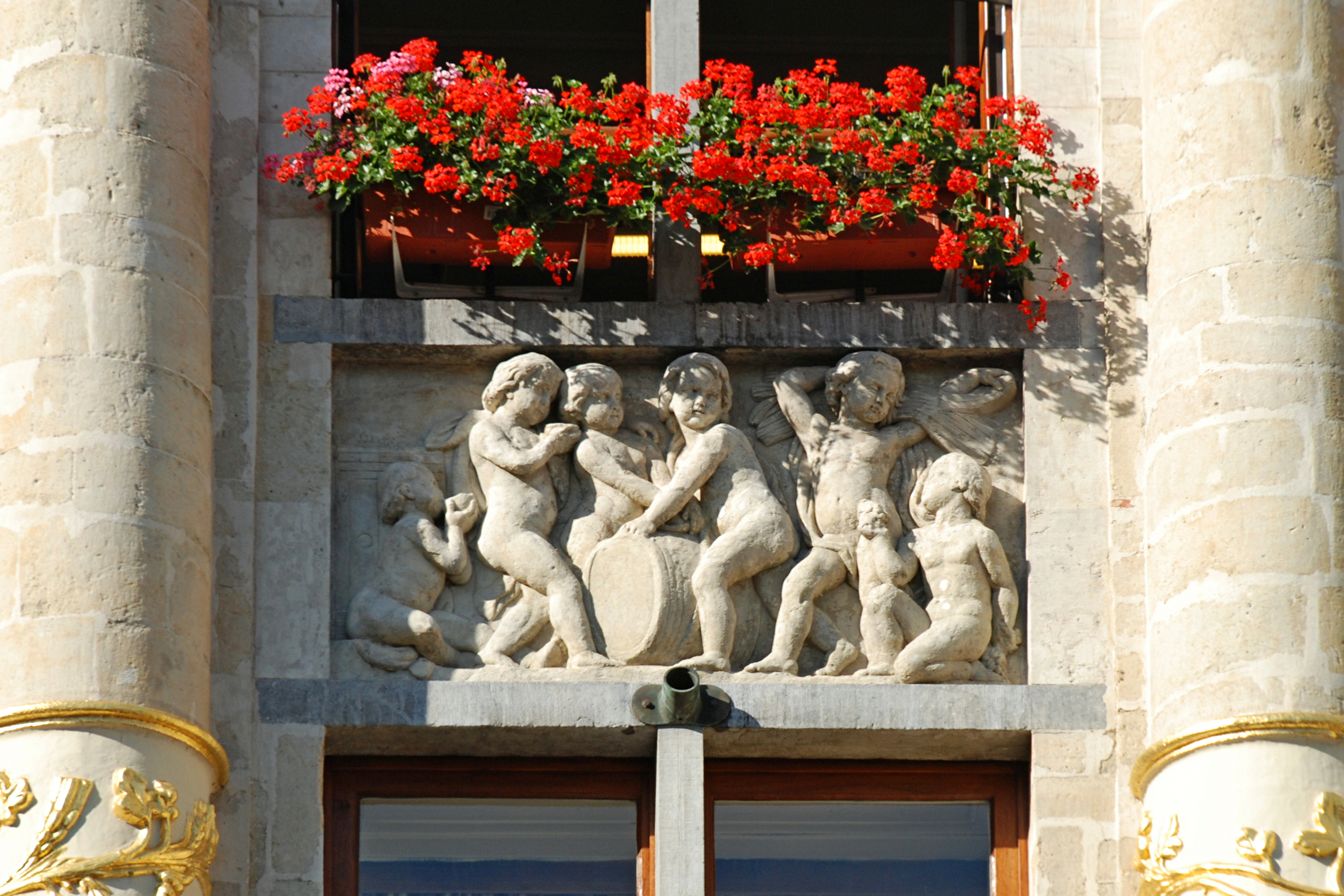
« Les Vendanges » par Marc de Vos.
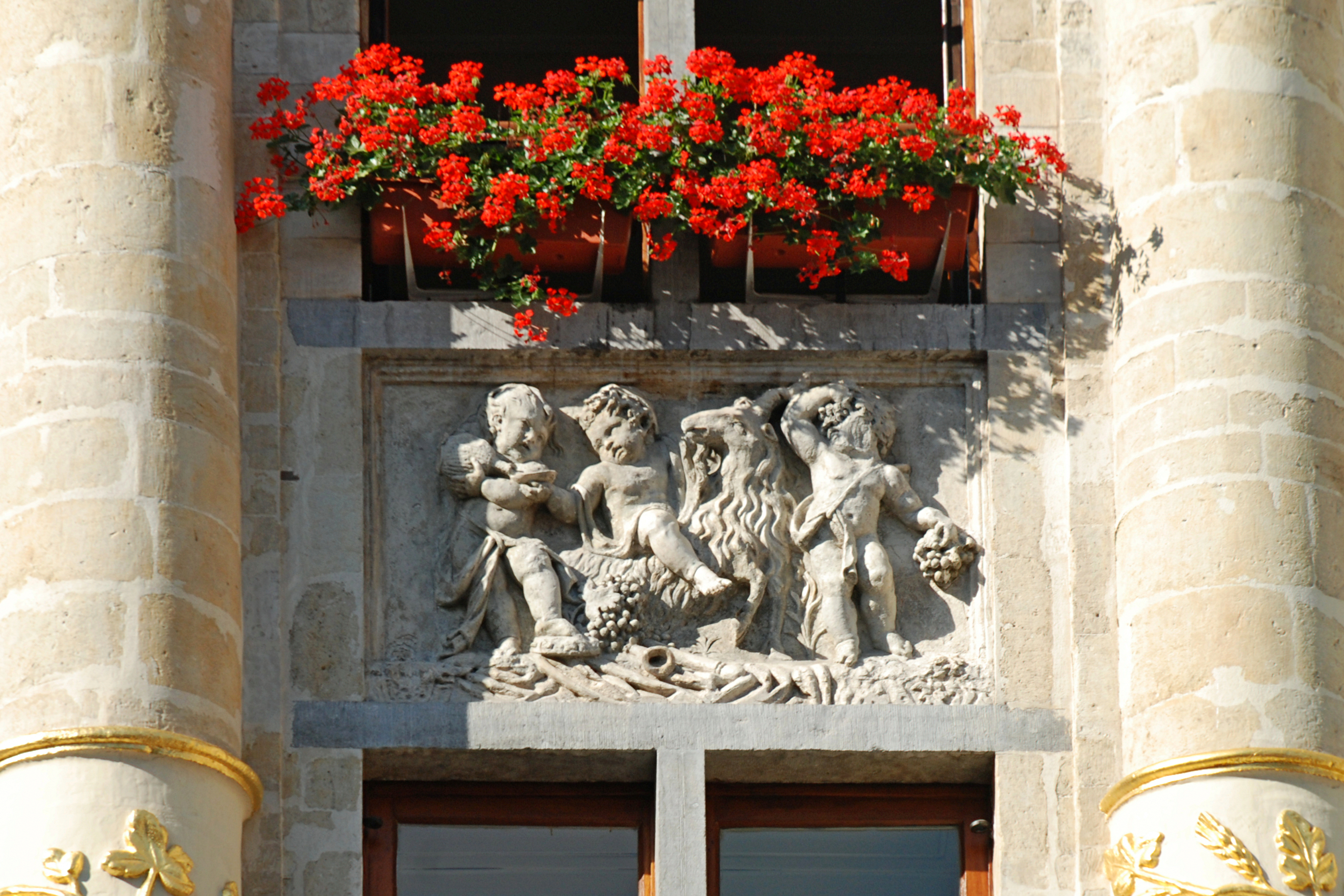
« Le Transport du Vin ou de la Bière » par Pierre Van Dievoet.

## Architecture
La « Maison de l'Arbre d'Or », édifiée en pierre de taille, présente une façade composée de trois travées, et de trois niveaux surmontés d'un fronton courbe et de la statue de Charles Alexandre de Lorraine.
Comme dans les autres réalisations de Guillaume de Bruyn sur la Grand-Place (Maison de la Chaloupe d'Or et Maison des Ducs de Brabant), la combinaison d'un ordre colossal imposant et d'une ornementation baroque puissante confère une expressivité particulière à la façade de l'édifice.
Le rez-de-chaussée est orné d'imposantes colonnes engagées au fût cannelé terminées par un astragale doré et une frise d'oves, qui donnent à la façade un élan vertical. Ces colonnes supportent un entablement imposant dont l'architrave est ornée de triglyphes dorés et est surmontée d'une frise de denticules.
Le premier et le deuxième étage, percés de fenêtres à meneaux, sont réunis par des colonnes engagées d'ordre colossal. Ces colonnes, reposant sur des socles de section carrée, présentent une base ornée de motifs végétaux dorés et sont surmontées de beaux chapiteaux dorés à feuilles d'acanthe.
Les allèges des fenêtres du deuxième étage sont ornées de trois bas-reliefs assez semblables à ceux de la « Maison du Heaume ». « Ils ont pour sujets : Les Vendanges, La Cueillette du Houblon et Le Transport du Vin ou de la Bière. Dans deux de ces bas-reliefs, des Amours entourent un bouc. D'après la Fable, cet animal est immolé à Bacchus parce qu'il détenait les bourgeons de la vigne. Ce sont trois sculptures anciennes, dont celle du milieu avait été modifiée en 1840 et en 1855, et que Joseph Jaquet a rétablie dans son état primitif, se contentant d'y ajouter quelques figures. ».
La façade est couronnée par un fronton courbe qui porte un puissant socle orné de gigantesques feuilles d'acanthe dorées, entouré de volutes baroques en pierre bleue et sommé de la statue équestre de Charles Alexandre de Lorraine par le sculpteur Nicolas Van Mons. Cette statue de Charles Alexandre de Lorraine, gouverneur général des Pays-Bas autrichiens, remplaça en 1752 celle de Maximilien-Emmanuel de Bavière, qui était gouverneur des Pays-Bas espagnols lors du bombardement de Bruxelles en 1695 et de sa reconstruction, à laquelle il participa activement.
Le tympan du fronton courbe situé sous la statue est orné d'une frise de denticules sous laquelle sont couchés deux lions qui encadrent un poème latin, composé d'un double distique élégiaque à la gloire de Charles Alexandre de Lorraine, placé là plus de cinquante ans après la construction de la maison :
Carolo Alexandro
Loth. et Baar Duci, Belgarum Gubernatori, Etc, Etc,
Ædibus Effigies tua quantum ad sidera tendit
Carole tantum imis cordibus urit amor
Ut quem nulla dies memori post eximat ævo
Haec posuit fidei pignora cara suæ
Corpus Braxat. Bruxell.
Cette inscription latine placée longtemps après la construction n'est de ce fait pas un chronogramme dédicatoire, au contraire de celles qui ornent la « Maison de la Louve », la « Maison du Roi d'Espagne » et la « Maison de la Chaloupe d'Or ».

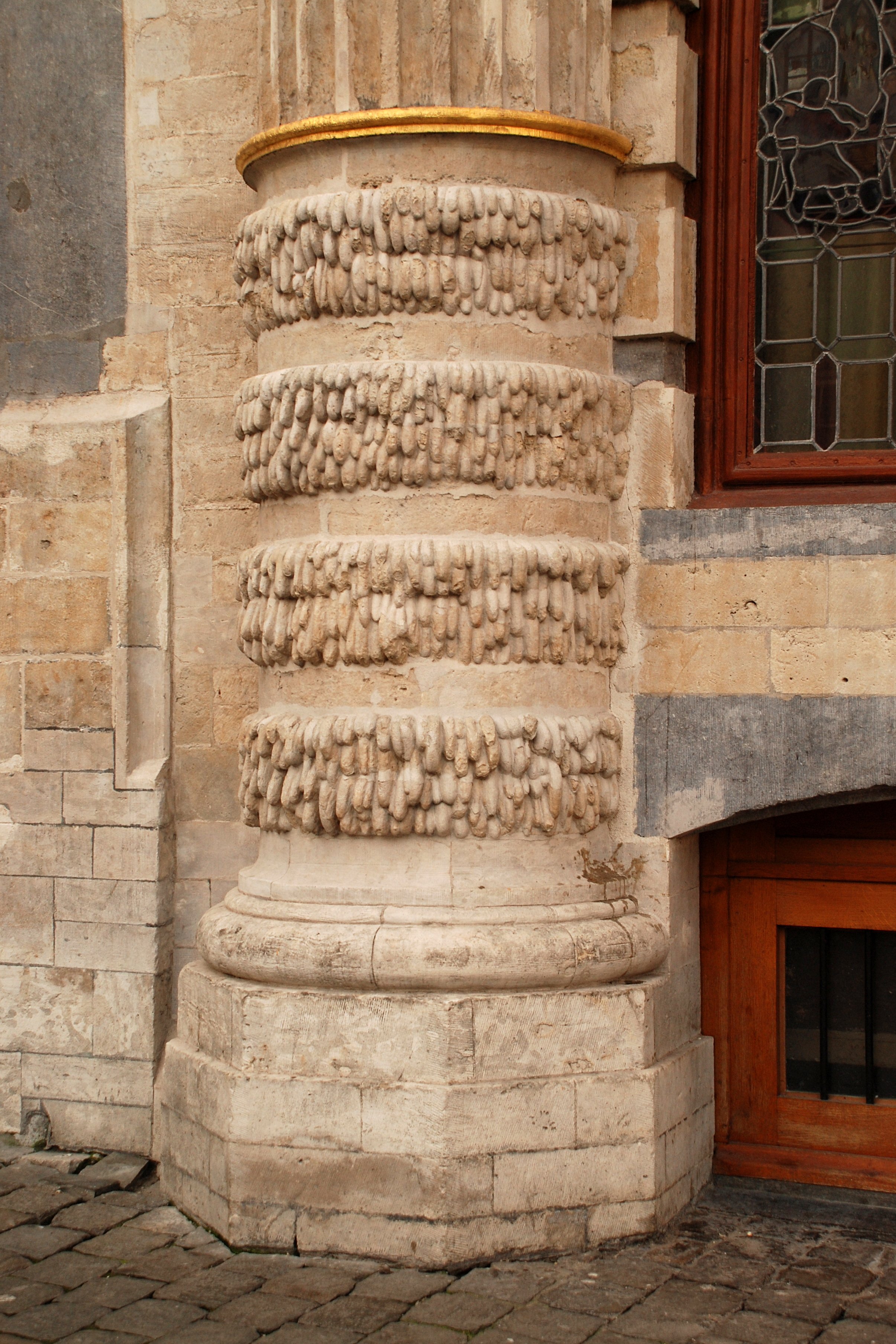
Base de colonne du rez-de-chaussée.
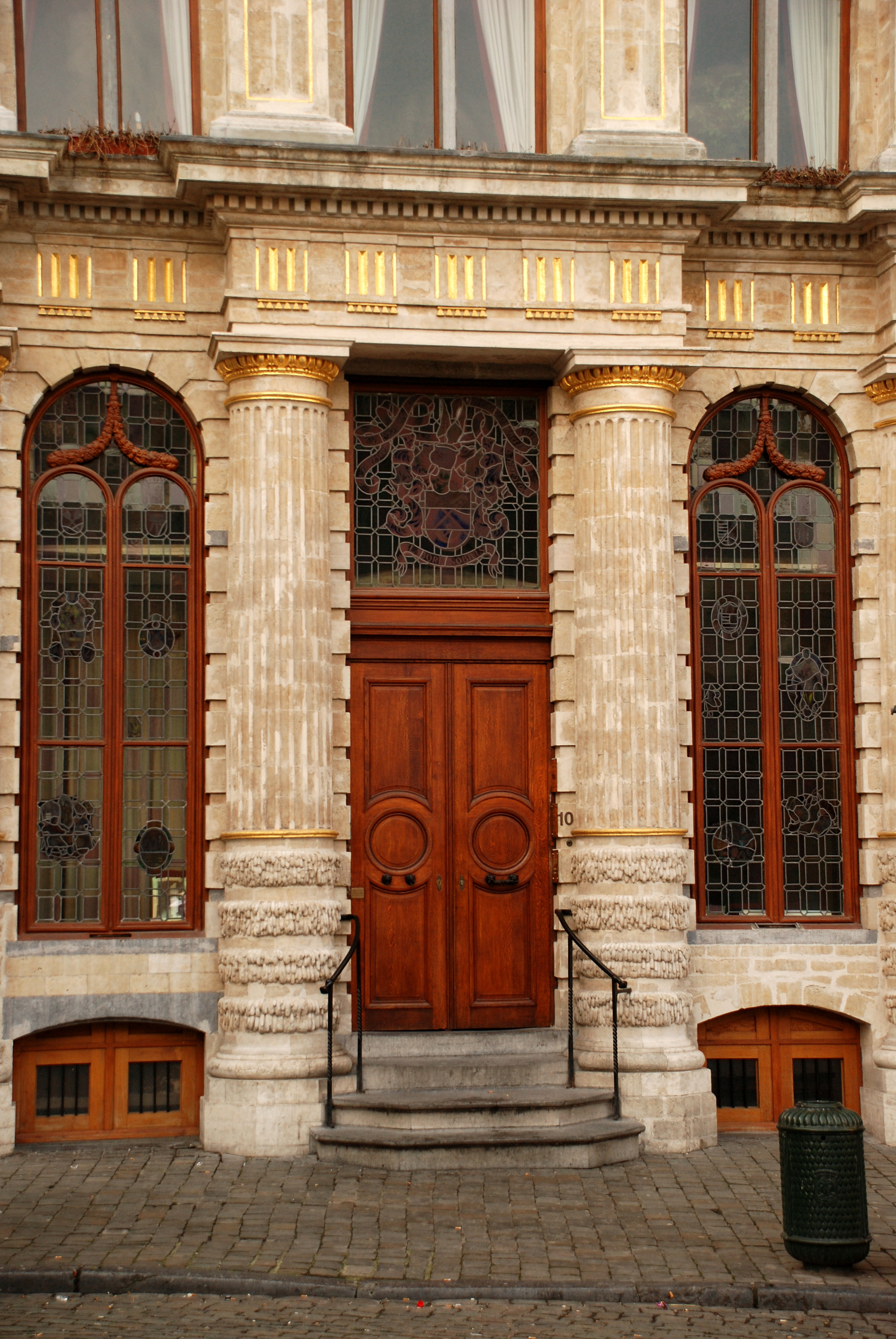
La porte surmontée de triglyphes.
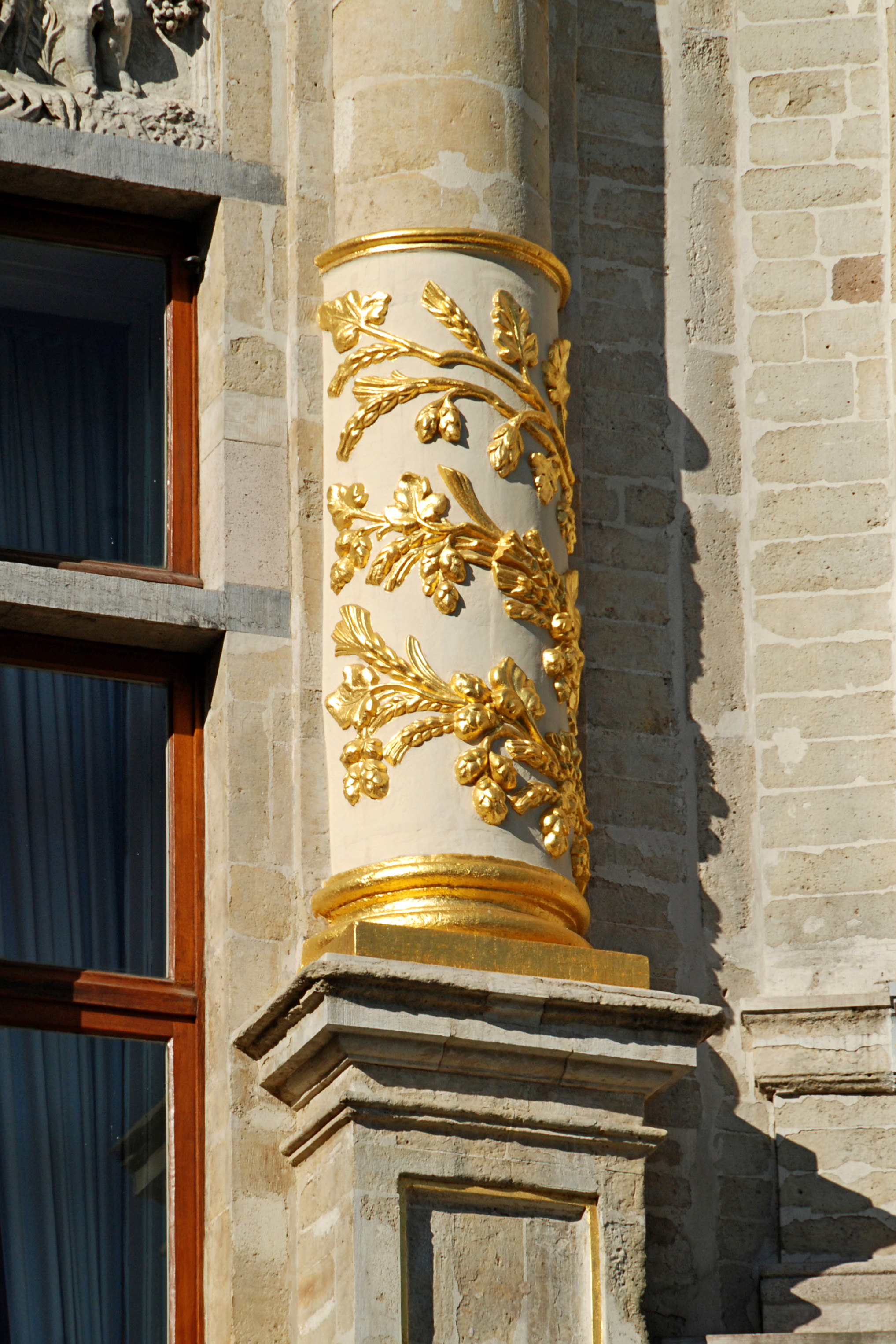
Base de colonne du premier étage.
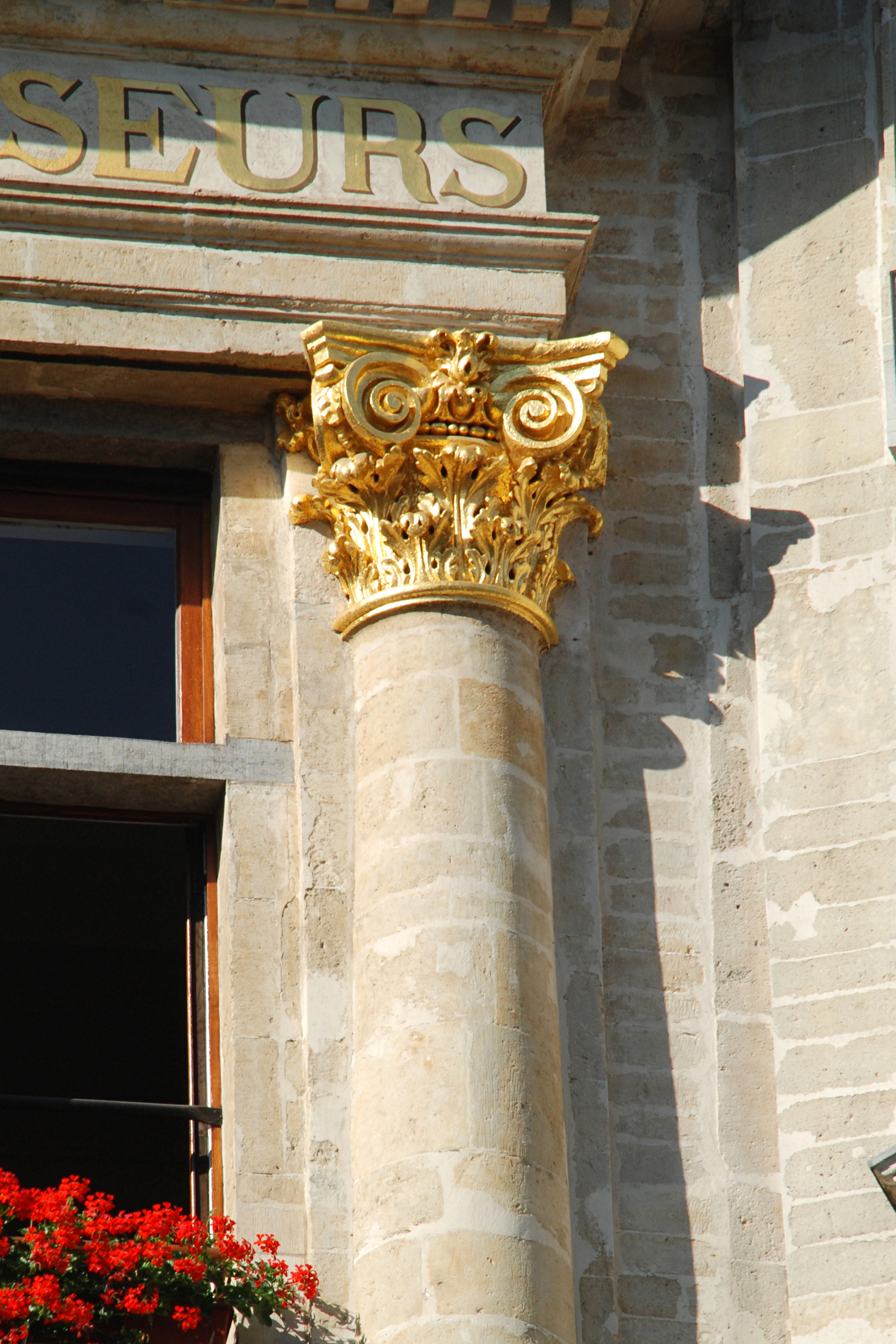
Chapiteau à feuilles d'acanthe du deuxième étage.

## Musée
La maison abrite aujourd'hui dans ses caves un petit musée des Brasseurs belges. « Outils, instruments de tonnellerie et machines des XVIIe et XVIIIe siècles y sont présentés. On y trouve également un estaminet reconstitué façon XVIIIe siècle. Une bière en dégustation clôt la visite ».